# White Lotus
White Lotus (traducido como Loto blanco) es el cuarto álbum de estudio de la banda de post-hardcore Eyes Set to Kill, este será el primero con el screamer Cisko Miranda.

## Producción y lanzamiento
En Twitter, la banda anunció la creación de dos nuevas canciones, Where You Wanna Be fue interpretada el 20 de marzo en Anaheim, California.
El 27 de abril, Eyes Set To Kill entró a estudio en Ocala, Florida, con el productor Andrew Wad. El 11 de mayo, se anunció que el LP ya estaba completamente grabado. El 30 de mayo, la banda anunció el lanzamiento de su cuarto álbum de estudio, White Lotus, el que será lanzado el 9 de agosto.
Los pre-pedidos para el álbum se subió a las 12 de la noche el 7 de julio de 2011. Polly fue dada como una descarga gratuita con las órdenes de y Harsh, transmitido el 8 de julio.
El 10 de junio, la banda lanzó el sencillo The Secrets Between. El 7 de junio, la banda anunció que rompió con Break Silence, y que desde ahora trabajarían con su propia casa discográfica independiente, Forsee Records.

## Listado de canciones
1. The Secrets Between - 3:47
2. Forget - 3:21
3. Stuck Underneath - 1:28
4. Harsh -  3:49
5. Where I Want To Be - 3:17
6. Erasing Everything - 3:52
7. Doll Parts - 3:16
8. Untitled - 2:38
9. Polly - 3:05
10. Harsh (Acústico) - 3:25

## Créditos
Eyes Set to Kill
- Alexia Rodríguez - Voces claras, guitarra principal/rítmica, piano, teclados, sintetizadores, programación, electrónicos
- Cisko Miranda - Voces claras/guturales, teclados, guitarra rítmica/principal
- Anissa Rodríguez - Bajo, piano, coros
- Caleb Clifton - Batería, samplers, percusión

Producción
- Andrew Wade - Producción